# Musique sous le Troisième Reich

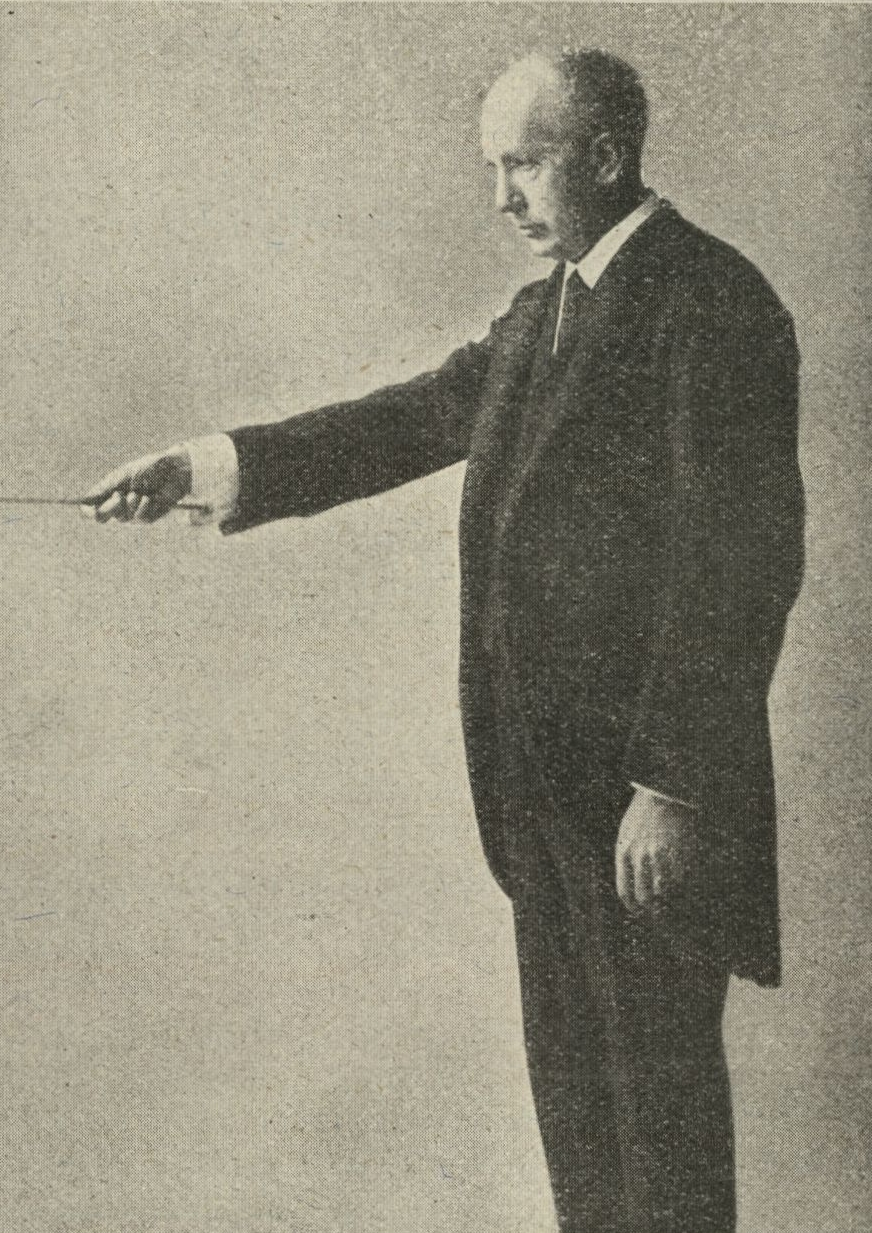
Le compositeur et chef d'orchestre Richard Strauss fut nommé à la tête de la Chambre de musique du Reich, mais fut ensuite contraint de démissionner en raison de son lien avec le librettiste juif d'un de ses opéras.

La musique sous le Troisième Reich, comme toutes les activités culturelles du régime nazi, était contrôlée et « coordonnée » (Gleichschaltung) par diverses entités de l'État et du Parti nazi, le ministre de la Propagande Joseph Goebbels et le théoricien nazi Alfred Rosenberg jouant des rôles de premier plan - et concurrents. La principale préoccupation de ces organisations était d'exclure les compositeurs et les musiciens juifs de la production musicale, et d'empêcher la diffusion publique de la musique considérée comme « juive », « anti-allemande » ou encore « dégénérée », tout en promouvant l'œuvre des compositeurs « germaniques » tels que Richard Wagner et Anton Bruckner. Ces œuvres étaient considérées comme des contributions à la Volksgemeinschaft, ou communauté du peuple allemand.
Les nazis ont promu les idéologies aryanisantes par le biais d'une forte censure et d'un contrôle culturel, en mettant sur liste noire des compositions juives, en interdisant des concerts spécifiques et en contrôlant le contenu des radios afin de promouvoir le nationalisme par l'unité culturelle. En contrôlant les moyens de communication, la Chambre de la culture du Reich était en mesure de dicter l'opinion publique en ce qui concerne la culture musicale, et de réaffirmer ses croyances hégémoniques, en promouvant des œuvres « aryennes » conformes à l'idéologie nazie.
Le ministre de la Propagande, Joseph Goebbels, a notamment déclaré que la radio était « l'intermédiaire le plus influent et le plus important entre un mouvement spirituel et la nation, entre l'idée et le peuple ». Il consacre beaucoup d'efforts à l'exploitation des technologies radio et à leur capacité à atteindre la population allemande, quel que soit son statut socio-économique. À cette fin, un Volksempfänger (« récepteur du peuple ») peu coûteux est mis au point et largement diffusé.

## Contexte
Le XIXe siècle a vu un changement de conjoncture économique en Allemagne. L'essor de l'industrialisation et l'expansion urbaine ont créé un nouveau marché pour la musique: les petits groupes de musiciens et les orchestres purent facilement acheter des partitions et des instruments. C'est ainsi que s'est développé un vaste réseau de musique parmi les citoyens allemands. Cela a donné naissance à des salles de concert et des orchestres plus localisés, augmentant considérablement la place de la musique dans la société allemande.
Lorsque Adolf Hitler et le parti nazi prirent le pouvoir en Allemagne, ils intervinrent pour contrôler ces produits culturels musicaux dans le cadre de leur politique générale de Gleichschaltung ou « coordination ». Dans un discours prononcé en 1935, le ministre de la Propagande Joseph Goebbels énonce notamment les objectifs du contrôle nazi de la musique allemande. La musique, disait-il, devait être allemande, elle devait être « volksverbunden », c'est-à-dire liée au volk, la nation allemande, et elle devait exprimer l'âme de l'Allemagne (« die deutsche Seele »). La manière d'interpréter ces objectifs était cependant laissée à l'appréciation de chacune des autorités subalternes, souvent concurrentes, qui se demandaient si telle ou telle tonalité était plus "nordique" que telle autre, et quelle était l'influence juive sur la musique. Comme le résume un auteur moderne : « Ils ne voulaient ni un simple retour au romantisme du XIXe siècle ni une continuation de l'avant-garde de Weimar, mais aussi aucune expérimentation »..

## Contrôle de la musique par les nazis

### L'influence d'Hitler

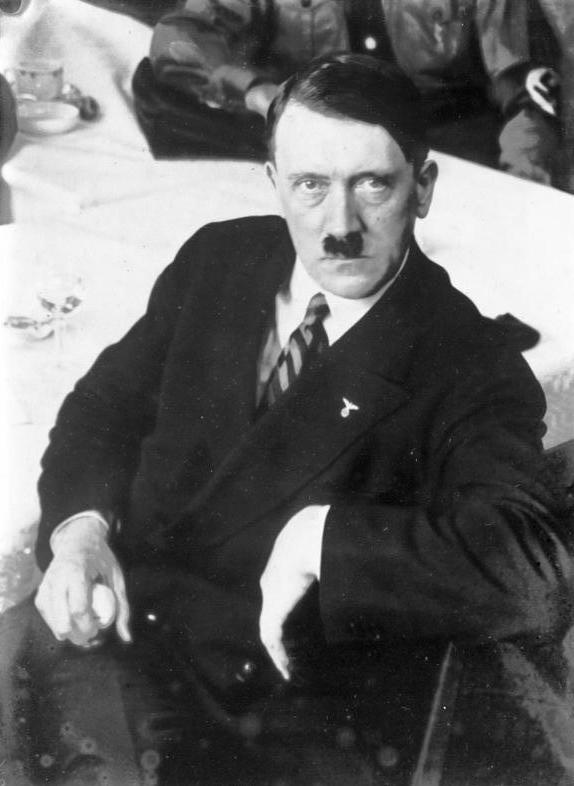
Adolf Hitler en 1932.

Comme pour la plupart des autres aspects de la gouvernance du Troisième Reich, les opinions et préférences personnelles d'Adolf Hitler ont joué un rôle important dans le contrôle de la musique par les nazis. Le mode opératoire normal d'Hitler consistait à créer des agences qui se chevauchaient et se faisaient concurrence au sein du parti nazi et de l'appareil d'État allemand, et à permettre aux responsables de ces agences de prendre leurs propres décisions. En somme, soit Hitler faisait connaître ses préférences, soit, s'il ne le faisait pas, les dirigeants des agences faisaient des suppositions sur ce qu'elles étaient, puis - généralement sans ordres ou directives spécifiques d'Hitler - ils adaptaient leurs décisions à ce qu'ils pensaient qu'il voulait. Le chevauchement des diverses compétences conduisait souvent à des conflits, qui étaient ensuite portés à la connaissance d'Hitler pour un règlement final. Hitler, cependant, n'aimait pas prendre ces décisions, et laissait souvent les situations s'envenimer pendant de longues périodes avant de prendre une décision rapide, à moins qu'un choix ne se soit imposé de lui-même,. Ce genre de conflit survint dans le domaine de la musique, entre le théoricien nazi Alfred Rosenberg et Goebbels, dont les objectifs et les points de vue idéologiques quelque peu différents conduisent d'ailleurs souvent à des conflits. 
En ce qui concerne la musique, Hitler a des opinions bien définies sur ce qui est acceptable et ce qui ne l'est pas. Il se passionne pour la musique de Richard Wagner, mais dénonce la plupart des musiques contemporaines - qui comportent de l'atonalité, de la dissonance, et des rythmes « inquiétants », souvent influencés par ce qu'Hitler appelle le jazz nègre - comme étant dégénérées et élitistes. Peu après l'accession d'Hitler au poste de chancelier du Reich en 1933, les concerts de musique contemporaine, ainsi que la conception et la mise en scène d'opéras modernistes et expressionnistes sont annulés, et la musique d'Alban Berg, Hans Eisler, Paul Hindemith, Arnold Schoenberg, Anton von Webern, Kurt Weill et d'autres compositeurs autrefois célèbres est interdite. Des compositeurs juifs tels que Felix Mendelssohn, Giacomo Meyerbeer, Jacques Offenbach et même George Gershwin et Irving Berlin, subissent le même genre d'interdiction. Au début, ces mesures relevaient de décisions locales et n'avaient aucun caractère systématique.
Dans un cas, Hitler lui-même s'est plaint de ces efforts locaux. Après qu'Adolf Busch, un violoniste, chef d'orchestre et compositeur, ait été contraint de quitter l'Allemagne, il a déclaré : « C'est vraiment une honte que nous n'ayons pas de "gauleiter" à Dresde qui connaisse les arts. ... Busch aurait été le meilleur chef d'orchestre allemand. Mais [le Gauleiter] Mutschmann voulait mettre de vieux camarades du parti dans l'orchestre afin d'introduire l'esprit national-socialiste. ». En tant qu'amateur de musique qui ne voulait pas que l'Allemagne perde des musiciens de talent, Hitler était, en fait, moins doctrinaire sur les antécédents politiques personnels des musiciens que ne l'étaient de nombreux nazis, comme Rosenberg. Par exemple, le penchant d'Hitler pour les opérettes de Franz Lehár a primé sur le fait que sa femme et ses librettistes soient d'origine juive, et la musique de Lehár fut utilisée à des fins de propagande par les nazis malgré cela. Il en va de même pour le compositeur en partie juif Johann Strauss : le fait qu'Hitler exprime son goût pour les compositions de Strauss élimine tout obstacle à leur diffusion, bien que Goebbels ait pris des mesures pour s'assurer que l'ascendance juive de Strauss ne soit jamais connue du public.
Hitler s'en prend également aux nazis qui interdisent la Flûte enchantée de Mozart en raison de son thème franc-maçonnique ou qui veulent supprimer la musique religieuse chrétienne, qu'il considère comme faisant partie du patrimoine culturel allemand. Il était également disposé, dans l'intérêt de la politique étrangère, à assouplir l'exigence générale de "germanité" dans la musique de concert, en autorisant les opéras italiens, même modernistes, à être joués, ainsi que la musique du compositeur hongrois Zoltán Kodály et parfois même celle de l'antinazi hongrois Bela Bartók. Des considérations de politique étrangère ont également pesé dans la décision d'autoriser l'interprétation des œuvres du compositeur finlandais Jean Sibelius, et d'œuvres de compositeurs russes datant d'avant la Révolution d'Octobre, tels que Tchaïkovski, Moussorgski et Rimski-Korsakov. Même Igor Stravinsky put être autorisé par moments.
L'implication directe et personnelle d'Hitler dans les questions musicales se limitait généralement à la nomination des chefs d'orchestre et à l'attribution de titres honorifiques liés à la musique, à l'approbation des subventions accordées aux institutions et aux individus, et à la décision sur l'utilisation de certaines compositions telles que la Marche de Badenweiler, une marche militaire bavaroise qui ne pouvait être jouée qu'en sa présence, ou la Marche des Nibelungen, qu'il jugeait appropriée uniquement pour les occasions officielles du parti nazi. Il fixa également les tempi autorisés pour le Deutschlandlied, l'hymne national, et le Horst-Wessel-Lied, l'hymne du NSDAP. Dans la plupart des autres cas, Hitler laissait carte blanche aux autorités subalternes.
Le but d'Hitler était que la musique occupe en Allemagne une place similaire à celle qu'il imaginait dans la Grèce antique, et qu'elle serve l'idéologie nazie. Ainsi, les compositeurs devaient écrire de la musique esthétiquement plaisante pour la majorité de la population, et l'État devait mettre cette musique à la disposition du peuple. Cet engagement artistique du régime nazi devait également contribuer lui conférer une crédibilité, tant sur le plan culturel que politique, et détourner l'attention du monde de la violence politique qui l'avait porté au pouvoir. 
Le contrôle nazi sur la musique fut cependant globalement moins étroit que pour d'autres formes d'arts, pour plusieurs raisons. Premièrement, la culture musicale allemande était en général sophistiquée et les compositeurs cités plus haut touchaient une frange assez réduite de la population. Le fait qu'une fois au pouvoir, Hitler ait montré moins d'intérêt pour la musique que pour la peinture et la sculpture est également une explication. Dans ces deux domaines, les artistes idéologiquement gênants étaient parfois menacés d'être envoyés dans un camp de concentration, tandis que leurs équivalents dans le domaine musical étaient, pour la plupart, autorisés à continuer leur activité, et parvenaient même parfois à faire jouer leurs compositions, contrairement aux peintres et sculpteurs suspects qui voyaient leurs œuvres et leur matériel confisqués. La Gleichschaltung (mise au pas) de la musique allemande sous le nazisme engendra donc moins de tensions que dans d'autres formes d'arts, et en dehors des personnalités juives, le nombre de compositeurs et musiciens qui choisirent l'exil fut relativement faible.

### La concurrence entre les différentes autorités nazies

#### Goebbels contre Rosenberg

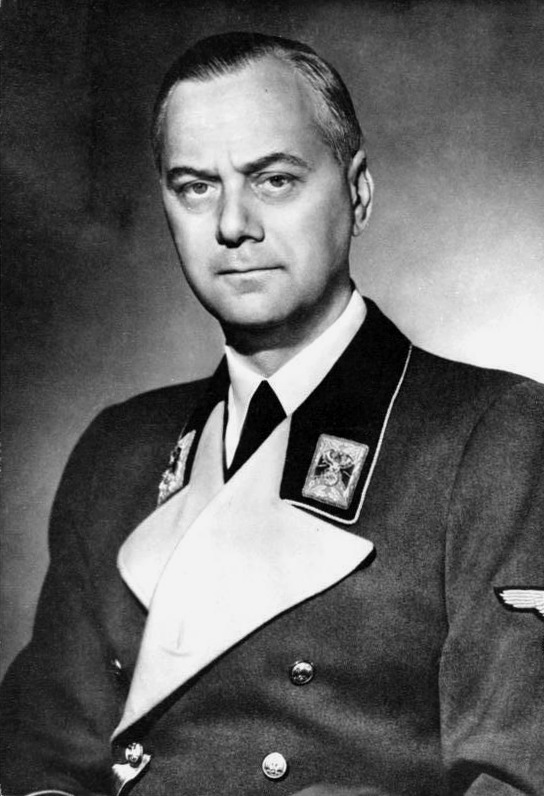
Alfred Rosenberg, homme politique, architecte et essayiste, est l'un des théoriciens du nazisme.

La création de la Chambre de la culture du Reich mit en place une longue lutte entre Goebbels et Rosenberg pour le contrôle de la culture de l'Allemagne nazie, y compris la musique. Rosenberg s'en prend directement à certains des artistes choisis par Goebbels pour diriger les Chambres constitutives, qualifiant par exemple de « scandale culturel » la nomination de Richard Strauss à la tête de la Chambre de la musique, car le livret de son opéra comique « Die schweigsame Frau » (« La femme silencieuse ») a été écrit par un Juif. Goebbels est furieux et fait remarquer que le librettiste n'est pas Arnold Zweig, comme le prétend Rosenberg, mais une autre personne, le juif autrichien Stefan Zweig. Finalement, la Gestapo intercepte une lettre accablante de Strauss à Stefan Zweig, ce qui oblige Goebbels à demander à Strauss de démissionner. Rosenberg a également attaqué Paul Hindemith.
Malgré ses tentatives, Rosenberg ne peut pas gagner contre Goebbels, qui est à la fois ministre de la propagande de l'État allemand et chef de la propagande du parti nazi, ce qui lui donne beaucoup plus de pouvoir que Rosenberg, qui n'occupe que des postes inférieurs au sein du parti. La Ligue de combat de Rosenberg est rebaptisée « Communauté culturelle nationale-socialiste » et s'accroche jusqu'en 1937, avant d'être éclipsée par l'organisation de Goebbels, et Rosenberg lui-même reçoit le titre aussi grandiloquent que creux de « Représentant du Führer pour l'ensemble de la formation et de l'éducation philosophiques et intellectuelles du Parti national-socialiste » . L'avantage de Goebbels sur Rosenberg est qu'il a souvent l'oreille du Führer, ce qui n'est pas le cas de l'idéologue, car Hitler n'a pas beaucoup de respect pour lui : il le considère comme faible et paresseux, et le tient à distance. L'avantage de Rosenberg est que ses goûts personnels en matière de musique sont plus proches de ceux d'Hitler que ceux de Goebbels : ce dernier appréciait davantage les musiques modernes. Néanmoins, en 1939, Rosenberg avait en grande partie abandonné le domaine culturel à Goebbels pour se concentrer sur la politique étrangère.

#### Les autres acteurs
Parmi les autres nazis de haut rang qui avaient une influence sur la musique allemande, on retrouve Hermann Göring, qui, en tant que ministre-président de Prusse, contrôlait de nombreuses institutions culturelles dans cet État ; Bernhard Rust, le ministre de l'Éducation, qui était chargé de superviser les conservatoires de musique et la musique dans les écoles allemandes ; Robert Ley, chef du Front du travail allemand, dont le contrôle des syndicats s'étendait aux domaines artistiques ;  et Baldur von Schirach, chef des Jeunesses hitlériennes, qui contrôlait la musique à Vienne. 
Bien que tous ces responsables nazis soient à certains égards en concurrence avec Goebbels, ils sont néanmoins tous d'accord sur le résultat souhaité, à savoir l'élimination des musiciens et compositeurs juifs et la suppression de leur musique. Bien que cela ait pris plus de temps qu'il n'aurait fallu initialement, en raison des objections du ministère de l'Économie concernant les dommages possibles à l'économie, à la mi-1935, les Juifs avaient été effectivement éliminés de la culture allemande - y compris de la musique - par la censure et l'émigration qui s'ensuivit. Toutes les organisations musicales, des chorales locales aux symphonies professionnelles, y compris la Philharmonie de Berlin, étaient alors purgées de leurs membres juifs. Cela a été largement rendu possible par la Loi pour la restauration de la fonction publique, qui date d'avril 1933. Cette loi a essentiellement licencié des centaines de citoyens juifs de la fonction publique, y compris des musiciens et des compositeurs - qui étaient des fonctionnaires - des orchestres et des salles de concert. Plus que toute autre loi, celle-ci a écarté les musiciens juifs de la culture allemande au sens large.

#### Mise en place de listes noires
En raison de la multiplicité des autorités impliquées dans le contrôle de la musique, il y a souvent confusion sur ce qui est autorisé ou non à être joué. Pour pallier ce problème, Richard Strauss, qui dirigeait la Chambre de la musique du Reich, publia en juin 1935 un registre de trois catégories d'opéras autorisés et, plus tard dans l'année, une liste de 108 compositions qui ne devaient « en aucun cas être jouées ». La radio de Berlin distribue également à cette période une liste erronée de 99 compositeurs dont les œuvres sont interdites, qui sera corrigée par la suite.
En 1937, Goebbels transfère l'autorité de la Chambre de la musique au ministère de la Propagande, afin de contrôler plus directement le domaine de la musique dans l'Allemagne nazie, par le biais du Conseil de censure musicale du Reich (en). (Reichsmusikprüfstelle), dont les attributions englobent toutes les publications, programmes, émissions et enregistrements musicaux. Cette commission diffusait également des listes d'œuvres proscrites.

### Le contrôle des salles de concert
Dans le domaine de la musique, Goebbels concentre son action sur les salles de concert, un domaine en pleine expansion. Cependant, il existe en Allemagne des moyens plus modernes de diffuser de la musique : les instruments sont de plus en plus abordables, et les musiciens peuvent acheter des partitions de musiques interdites de diffusion en salle. Cependant, les musiciens juifs furent bannis de tous les circuits de diffusion, en salle ou non.
La Chambre de la culture du Reich encouragea spécifiquement l'art produit par des « Aryens » dont les opinions étaient conformes aux idéologies nazies, et l'une des premières victimes fut le chef d'orchestre et pianiste juif Bruno Walter, frappé par une interdiction de se produire en public en 1933. Ses représentations à Leipzig furent annulées en raison de « menaces de violence », puis il est officiellement mis à l'index lorsque Richard Strauss le remplace à la salle philharmonique de Berlin. Walter quitte l'Allemagne dès 1933 pour se réfugier en Autriche.
Le fait d'être allemand ou « Aryen » n'était pas la seule considération pour déterminer si la musique d'un compositeur serait autorisée à être présentée dans l'Allemagne nazie. La musique moderniste ou atonale était découragée même lorsque les compositeurs étaient allemands ou autrichiens. Les élèves d'Arnold Schönberg, par exemple, comme Anton von Webern et Alban Berg, adhéraient à la technique dodécaphonique et étaient donc également bannis des salles de concert. Winfried Zillig, en revanche, utilisait les mêmes techniques, mais dans des œuvres dépeignant l'héroïsme désintéressé des paysans allemands et d'autres sujets proches de l'idéologie nazie, si bien qu'il fut autorisé à faire jouer sa musique et continua à diriger.
Geobbels était également bien conscient des considérations diplomatiques et de politique étrangère, ainsi les œuvres du compositeur moderniste hongrois Béla Bartók ne furent pas interdites, car la Hongrie était l'alliée de l'Allemagne — même si Bartók lui-même était antifasciste. Bartók manifesta pourtant à plusieurs occasions son opposition au régime nazi, en se déclarant solidaire des compositeurs interdits et en regrettant que ses œuvres ne soient pas intégrées à une exposition sur la « musique dégénérée » en 1938. Igor Stravinsky, en revanche, a vu ses œuvres incluses dans cette exposition, mais néanmoins, malgré les attaques de Rosenberg, elles continuèrent à être jouée en Allemagne.
Ces facteurs et l'interdiction des œuvres juives ont produit une industrie musicale fondée sur l'aryanisme et axée principalement sur les compositeurs allemands classiques. Goebbels pensait que la musique pouvait créer une expérience émotionnelle et spirituelle publique concurrente de la religion, dans laquelle les salles de concert jouaient un rôle similaire à celui d'une église. La musique de Bruckner et de Wagner est la pièce maîtresse de cette nouvelle spiritualité « aryenne », qui vise à atteindre le même « impact que celui généré par l'extase et la dévotion religieuses chrétiennes traditionnelles ». Goebbels était convaincu que la musique pouvait exalter la fierté nationale en donnant aux spectateurs un sentiment d'identification culturelle.

#### Hindemith et Furtwängler
| - Paul Hindemith. - Wilhelm Furtwängler. |

Le conflit entre Goebbels et Rosenberg n'avait pas pris fin avec la création de la Chambre de la culture. Par exemple, ils s'affrontèrent une nouvelle fois au sujet du compositeur Paul Hindemith dans la deuxième moitié des années 1930. Hindemith avait commencé sa carrière en composant dans un style moderniste, avant de se tourner vers le néo-classique en 1930. Goebbels souhaite garder Hindemith en Allemagne, car sa reconnaissance internationale n'a d'égal que celle de Strauss. Il est donc nommé au conseil d'administration de la section des compositeurs de la Chambre de musique et ses nouvelles compositions jouissent d'un certain prestige. Cependant, contrairement à Goebbels, qui apprécie la musique plus moderne, les goûts de Rosenberg sont plus passéistes, comme ceux d'Hitler, et il lance une série d'attaques contre le style musical antérieur d'Hindemith et ses anciennes affiliations politiques. Le fait que sa femme soit à moitié juive n'arrange pas la situation du compositeur. Rosenberg fait pression sur les stations de radio pour qu'elles ne jouent pas les œuvres de Hindemith et sur les salles de concert pour qu'elles ne les programment pas.
Le célèbre chef d'orchestre Wilhelm Furtwängler prend la défense de Hindemith dans un article publié dans un quotidien, mais il le fait en dénigrant les critères politiques utilisés pour juger l'art et en défendant la liberté artistique. Devant cette contestation à peine voilée, le ministre de la Propagande oblige Furtwängler à quitter tous ses nombreux postes officiels, mais ne lui interdit pas de travailler. Par la suite, Goebbels céda quelque peu, mais musela le chef d'orchestre, lui disant que s'il acceptait d'être chef d'orchestre invité au New York Philharmonic, il ne serait pas autorisé à revenir en Allemagne.
Hindemith, quant à lui, prend un congé indéfini de son poste de professeur à Berlin, mais reste en Allemagne. Il s'efforce de prendre ses distances avec ses styles musicaux antérieurs, travaille à l'éducation musicale et prête serment à Hitler. Ses œuvres sont jouées dans de petites salles de concert, mais les attaques contre lui se poursuivent et suffisent à décourager les grandes institutions musicales de l'engager ou de programmer sa musique. En 1936, en réponse à un discours d'Hitler demandant au régime d'accroître ses efforts pour purifier les arts, le ministère de la Propagande interdit les représentations de la musique de Hindemith, qui finit par émigrer en Suisse en 1938, et de là aux États-Unis.

### La musique dégénérée
En mai 1938, Hans Severus Ziegler (en) organise à Düsseldorf une exposition consacrée à la « musique dégénérée » (Entarte Musik). Ziegler, directeur du théâtre national de Weimar, s'est inspiré pour cela de l'exposition d'art dégénéré, extrêmement populaire, qui avait été présentée l'année précédente à Munich. L'exposition de Düsseldorf comporte des sections sur les compositeurs et chefs d'orchestre juifs, la musique moderniste et atonale, le jazz et d'autres sujets. Ziegler présente ces éléments comme des exemples de Bolchevisme culturel, en disant lors de la cérémonie d'ouverture :
Ce qui a été rassemblé dans [cette] exposition constitue la représentation d'un véritable sabbat de sorcières et du bolchevisme culturel spirituel-artistique le plus frivole, ainsi qu'une représentation du triomphe de la sous-humanité, de l'insolence juive arrogante et de la démence sénile spirituelle totale.
Des stands avaient été installés où les participants pouvaient écouter des disques spécialement conçus avec des extraits de cette « musique dégénérée ». Cependant, les longues files d'attente au stand de l'Opéra de quat'sous de Kurt Weill montrent que le public n'a pas toujours détesté la musique présentée à l'exposition.
Ziegler ayant monté l'exposition avec l'aide de Rosenberg, il était inévitable que Goebbels ne l'approuve pas totalement. Il écrit dans son journal que l'exposition « fait l'objet de nombreuses critiques. Je fais enlever les parties répréhensibles ». La désapprobation de Goebbels peut expliquer pourquoi l'exposition n'a duré que trois semaines.

### Radio et musique populaire
Goebbels considère la radio comme un instrument permettant à l'État-nation d'influencer les masses. Dans La radio, huitième grande puissance, Goebbels souligne cette vision, mais reproche à l'industrie de la radio, axée sur le profit, de diminuer le potentiel politique de ce média. Les entreprises se concentrent plus sur le profit que sur l'éveil politique, ce qui incite Goebbels à instaurer un contrôle nazi strict de l'industrie.

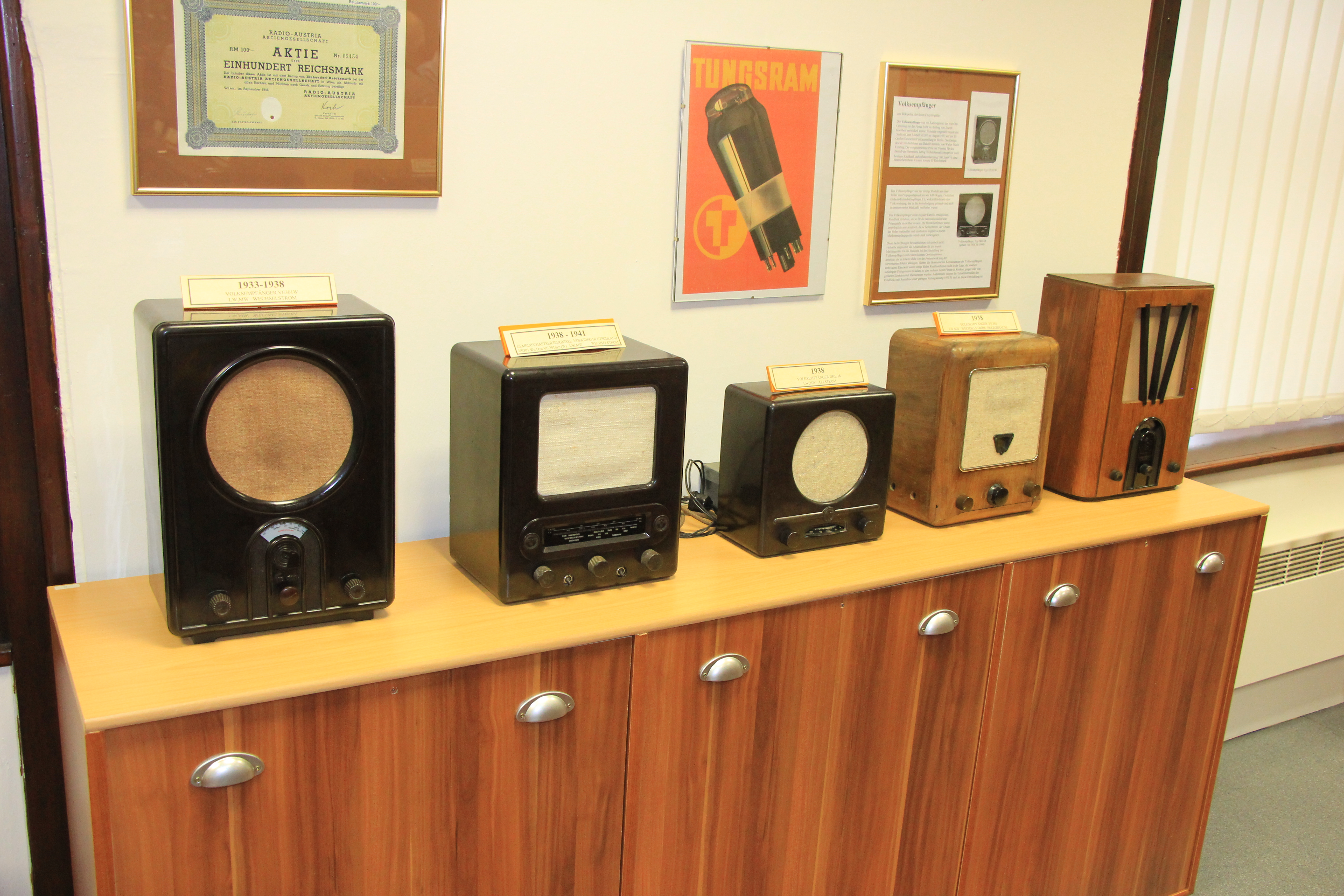
Différents modèles de Volksempfänger.

En août 1933, le régime met sur le marché le Volksempfänger, le « récepteur du peuple ». Le faible prix de 76 Reichsmarks, soit environ deux semaines de salaire, permet au plus grand nombre d'avoir accès à la radio. Les appareils n'étaient cependant pas de bonne qualité et tombaient souvent en panne. Les pièces de rechange étant difficiles à trouver, un marché noir florissant s'est développé pour ces appareils.
Sous l'autorité de la Chambre de la culture, le département de la propagande du Parti, ou Reichspropagandaleitung, est responsable de la réglementation de la radio. La division radio de cet organisme était divisée en trois bureaux : la radio culturelle et l'organisation de la radio, la technologie radio et la propagande radio, dont l'action coordonnée devait aboutir à un contrôle semblable à celui des salles de concert.
Goebbels avait cependant compris que si la radio était un mécanisme efficace pour diffuser la propagande, la programmation radiophonique ne pouvait pas être dominée par la propagande, car l'auditeur se lasserait et décrocherait. Dès mai 1934, il limite les temps d'antenne des hauts responsables nazis et insiste auprès des directeurs de stations de radio pour qu'ils proposent un mélange de contenus intéressants et imaginatifs, y compris de la musique - et pas principalement de la musique martiale. « La première loi », leur écrivait-il en mars 1933, « c'est de ne pas être ennuyeux ! ». Malgré cette admonestation, dans un premier temps, les discours d'Hitler et autres propagandes dominent les ondes radiophoniques.
Au fil du temps, entre 1932 et 1939, le temps consacré à la musique augmente progressivement pour atteindre 33 %, dont 87,5 % de musique populaire . Avec l'éclatement de la guerre, certains auditeurs s'opposèrent à la diffusion de musique populaire, en particulier ceux des zones rurales, qui s'opposaient aux crooners et à la musique dansante. Mais ces programmes étaient populaires auprès des troupes allemandes et des membres du Reichsarbeitsdienst, et le gain en termes de moral l'emporta dans la décision de poursuivre ce genre de diffusion.
Les stations diffusent cependant uniquement la musique de compositeurs « aryens » approuvés par le régime, tels que Wagner, interdisant toute composition juive ou dégénérée telle que le jazz, nouvellement populaire. Goebbels reconnaît l'importance de la musique populaire, en déclarant : « Toute musique ne convient pas à tout le monde. Par conséquent, ce style de musique divertissante que l'on trouve parmi les larges masses a également le droit d'exister ». Contrairement à la musique dégénérée, ces musiques légères et divertissantes étaient acceptées tant qu'elles s'accordait avec les valeurs du régime. « Tout doit inclure le thème de notre grande œuvre de reconstruction, ou du moins ne pas s'y opposer » selon Goebbels. Il souligne également que la musique et les divertissements populaires, bien que n'ayant pas d'incidence directe sur l'éveil politique, constituent un enrichissement culturel et un pas potentiel vers l'impérialisme culturel.
Les « concerts à la demande », dans lesquels sont joués des tubes et d'autres musiques de divertissement, sont particulièrement appréciés du public, dans un style pratiquement inchangé par rapport à celui de la République de Weimar. Sont également populaires des chansons sentimentales telles que Ich weiss, es wird einmal ein Wunder geschehen (en) (Je sais qu'un jour un miracle se produira) de Zarah Leander, et Es geht alles vorüber, es geht alles vorbei (Tout sera fini / Tout finira un jour), de Lale Andersen, qui remontent le moral des troupes allemandes lors de la bataille de Stalingrad, ainsi que sa version de Lili Marleen, qui a également été chantée aux soldats alliés sous le titre My Lili of the Lamplight par Marlene Dietrich, Vera Lynn ou encore Édith Piaf dans une version française.
Le ton pessimiste et nostalgique de cette chanson ne plaît cependant pas à Goebbels, qui fait arrêter Andersen en septembre 1942 après qu'elle a giflé Hans Hinkel, l'adjoint de Goebbels, qui se montrait trop entreprenant avec elle. Au milieu de 1943, Andersen est de nouveau autorisée à se produire mais a interdiction de chanter Lili Marleen. Vers la fin de la guerre, les britanniques ont diffusé la version allemande de la chanson à travers la Manche, dans l'espoir de déprimer les troupes allemandes.
Comme pour la musique classique, les artistes populaires juifs sont contraints de cesser de se produire, et sont fréquemment envoyés dans des camps de concentration. L'artiste de cabaret Fritz Grünbaum (en) est par exemple refoulé à la frontière lorsqu'il tente de quitter l'Autriche après l'Anschluss pour la Tchécoslovaquie, et est envoyé au camp de concentration de Buchenwald, puis à Dachau, où il meurt en 1941.  Le célèbre parolier autrichien Fritz Löhner-Beda, qui avait collaboré à des opéras avec Franz Lehár, est également interné à Dachau et Buchenwald avant d'être envoyé à Auschwitz, où il meurt, épuisé par le travail, en décembre 1942.  L'auteur de chansons à succès de Silésie, Ralf Erwin, quitte quant à lui l'Allemagne dès 1933 pour se réfugier en France. Il est cependant capturé en 1940 et meurt dans un camp d'internement.
L'avènement de la musique swing, dont le clarinettiste Benny Goodman et ses groupes sont les pionniers aux États-Unis, connaît un grand succès auprès des jeunes Européens.  Les autorités nazies n'ont pas pu l'arrêter complètement, même si, comme toutes les formes de jazz, elle était qualifiée de Negermusik (musique nègre), mais elles ont tenté de la contrôler.  Par exemple, l'Allemagne nazie se dota en 1940 d'un big band officiel nommé Charlie and His Orchestra. Pourtant, même les officiers SS en poste à Paris après la défaite de la France en 1940 fréquentaient les clubs de jazz, malgré la désapprobation officielle de cette musique . En Belgique occupé, Stan Brenders réalisera plusieurs morceaux swing mettant en avant l'idée qu'il s'agissait de musique européenne sans influence anglo-saxonne.

## Spoliations
Parmi les spoliations d'œuvres d'art par le régime nazi visant les Juifs, on compte des vol d'instruments, d'archives, de manuscrits et de partitions de musique. Entre 1940 et 1944, dans les territoires occupés, ils sont menés par le « Commando Musik » (« Sonderstab Musik ») de l'Einsatzstab Reichsleiter Rosenberg. Par exemple, en France, la maison de la claveciniste Wanda Landowska est vidée. À Paris et en région parisienne, des milliers de pianos sont saisis, stockés au palais de Tokyo, puis envoyés en Allemagne, dans des établissements scolaires et chez des particuliers, ou servent de bois de chauffage dans les camps. Des restitutions commencent après-guerre, par exemple le piano à queue Bechstein de Léon Blum ou les deux violoncelles Stradivarius de la collection Rothschild mais les propriétaires de la plupart des instruments volés ne sont pas identifiés. Ce sujet connaît une nouvelle importance depuis les années 1990, à partir de la chute des régimes communistes en Europe : des Juifs d'Europe de l'Est se mobilisent, de même que de nouvelles générations et la communauté internationale. En 1996, Willem de Vries fait paraître un livre aux Pays-Bas, traduit en français en 2019 chez Buchet-Chastel sous le titre Commando Musik. Comment les nazis ont pillé l'Europe musicale. En 2022, un colloque est organisé à la Philharmonie de Paris : « La spoliation des instruments de musique en Europe, 1933-1945 ». En 2025, le sort d'un Stradivarius volé est l'objet d'un différend quant à son origine.